# دانشگاه سید جمال الدین افغان
سید جمال الدین افغان، دانشگاهی دولتی در شهر اسدآباد، ولایت کنر، افغانستان است.

## پیشینه
دانشگاه سید جمال الدین افغان در سال ۱۳۸۸ در شهر اسدآباد، ولایت کنر تأسیس شد. این دانشگاه اکنون دارای ۳ دانشکدهٔ آموزش و پرورش، الهیات و کشاورزی است.

## دانشکده‌ها
- دانشکده آموزش و پرورش
- دانشکده الهیات
- دانشکده کشاورزی